# Deštné v Orlických horách
Deštné v Orlických horách (en allemand : Deschnei im Adlergebirge) est une commune du district de Rychnov nad Kněžnou, dans la région de Hradec Králové, en Tchéquie. Sa population s'élevait à 546 habitants en 2022.

## Géographie
Deštné v Orlických horách se trouve dans les monts Orlické, dans la partie centrale des Sudètes, à la frontière avec la Pologne.
Elle est située à 14 km à l'est de Dobruška, à 17 km au nord-nord-est de Rychnov nad Kněžnou, à 39 km à l'est-nord-est de Hradec Králové et à 139 km à l'est-nord-est de Prague.
La commune est limitée par Sedloňov et la Pologne au nord, par Orlické Záhoří à l'est, par Liberk au sud, et par Osečnice, Dobré, Kounov et Dobřany à l'ouest.

## Histoire
La première mention écrite de la localité date de 1362.

## Transports
Par la route, Chlístov se trouve à 17 km de Dobruška, à 23 km de Rychnov nad Kněžnou, à 50 km de Hradec Králové et à 168 km de Prague.